# 立川利明
立川 利明 （たちかわ としあき、1959年12月20日 - ）は、日本の俳優、歌手、作詞家、作曲家。
ロックバンド「東京JAP」の元ボーカルで、現在は有限会社テンライズ代表取締役を務める。
当時女優と交際していた1987年4月2日にFRIDAY記者に対して暴行を加え、書類送検された（起訴猶予処分）。

## 出演

### テレビドラマ
- '85年型家族あわせ（1985年、TBS） - 川島亮太 役
- お坊っチャマにはわかるまい!（1986年、TBS） - 伊達高文 役
- あぶない刑事 第25話「受難」（1987年3月22日、日本テレビ） - 岩本明 役
- モナリザたちの冒険 第6話「危なっかしい4人」（1987年8月21日、TBS） - 健二 役
- あきれた刑事 第21話「保険金デート」（1988年3月16日、日本テレビ）
- こちら芝浦探偵社 第6話「パパ約束したよね」（1989年8月4日、TBS） - 敏也 役
- 徹底的に愛は…（1993年、TBS） - 河野俊男 役